# Mioclanis shanwangiana
Mioclanis là một chi bướm đêm đã tuyệt chủng thuộc họ Sphingidae, chỉ có một loài 
Mioclanis shanwangiana được biết từ Sơn Đông, Trung Quốc. Nó có niên đại từ Miocene.